# TSV 06 Gochsheim
Der TSV Gochsheim ist ein Sportverein aus der unterfränkischen Gemeinde Gochsheim. Der Verein wurde ursprünglich als Turnverein gegründet. Heute verfügt er über weitere Abteilungen für Fußball, Gymnastik, Korbball, Tischtennis, Volleyball und Wandern.

## Geschichte
Der Verein wurde 1906 als Turnverein gegründet. Fußball wird im Verein seit dem Zweiten Weltkrieg gespielt. In der Saison 1947/48 spielte er für ein Jahr in der Landesliga Nordbayern. 1953 und 1962 gelang der Aufstieg in die 1. Amateurliga Nordbayern. Beide Male stieg man aber postwendend ab.

## Erfolge
- Aufstieg in die Landesliga Nordbayern: 1947
- Aufstieg in die 1. Amateurliga Nordbayern: 1953, 1962